# Kampong Speu (thị xã)
Kampong Speu (tiếng Khmer: កំពង់ស្ពឺ, nghĩa đen: "Bến cây khế") là thủ phủ của tỉnh Kampong Speu nằm ở trung tâm Vương quốc Campuchia.
Kampong Speu nổi tiếng ở với đường cọ và rượu vang. Người dân ở đây chủ yếu dùng tiếng Khmer trong đời sống, nhưng có một số còn sử dụng tiếng Trung Quốc (sử dụng ở các quán cà phê, nhà hàng,...)
Kampong Speu có khá là nhiều trường học và trại trẻ mồ côi, được thành lập và điều hành bởi các tổ chức xã hội và hội truyền giáo Singapore, Philippines cũng như các nước khác.
Trung tâm thị xã có một trung tâm buôn bán, được bao quanh bởi các cửa hàng xe đạp, bệnh xá và nhà hàng nhỏ. Có một nhà khách (Pheng Ang Guesthouse) chủ yếu dành cho khách du lịch.